# Dania w Formule 1
W Formule 1 brało udział 5. duńskich kierowców.
Pierwszym duńskim kierowcą jest Tom Belsø, który wystartował w Grand Prix RPA w 1974 roku dla zespołu Frank Williams Racing Cars. Jan Magnussen jest pierwszym reprezentantem Danii w Formule 1, który zdobył punkt. W 1995 roku ścigał się dla McLarena, a w latach 1997–1998 dla Stewart Grand Prix. Od sezonu 2014 w Formule 1 rywalizuje syn Jana Magnussena, Kevin, jadąc w barwach McLarena. Już w debiutanckim dla niego wyścigu Grand Prix Australii zajął drugie miejsce, stając się pierwszym Duńczykiem który stanął na podium wyścigu.
W 1961 i 1962 roku na torze Roskilde Ring odbyła się Grand Prix Danii – nieoficjalna Grand Prix Formuły 1. W pierwszym roku wygrał ją Stirling Moss, w następnym Jack Brabham.

## Kierowcy
| Legenda oznaczeń w tabelach wyników Wyświetl szablon na nowej stronie | Legenda oznaczeń w tabelach wyników Wyświetl szablon na nowej stronie                                                                     |
| Oznaczenie                                                            | Wyjaśnienie |
| --------------------------------------------------------------------- | --- |
| Złoty                                                                 | Zwycięzca lub mistrzostwo |
| Srebrny                                                               | 2. miejsce lub wicemistrzostwo |
| Brązowy                                                               | 3. miejsce lub II wicemistrzostwo |
| Zielony                                                               | Ukończył, punktował (w klasyfikacji generalnej, gdy zdobył co najmniej jeden punkt na przestrzeni sezonu, poza trzema powyższymi opcjami) |
| Niebieski                                                             | Ukończył, nie punktował (w klasyfikacji generalnej, gdy nie zdobył co najmniej jednego punktu na przestrzeni sezonu)                      |
| Czerwony                                                              | Nie zakwalifikował się (NZ) |
| Czerwony                                                              | Nie prekwalifikował się (NPK) |
| Różowy                                                                | Nie ukończył (NU) |
| Różowy                                                                | Niesklasyfikowany (NS) (w klasyfikacji generalnej, gdy nie został sklasyfikowany w żadnym wyścigu sezonu)                                 |
| Czarny                                                                | Zdyskwalifikowany (DK) |
| Czarny                                                                | Wykluczony (WYK/EX) |
| Biały                                                                 | Nie wystartował (NW) |
| Biały                                                                 | Kontuzjowany (K/INJ) |
| Biały                                                                 | Wyścig odwołany (OD/C) |
| Bez koloru                                                            | Został wycofany (WYC/WD) |
| Bez koloru                                                            | Nie przybył (NP/DNA) |
| Bez koloru                                                            | Nie brał udziału w treningach (NT/DNP) |
| Bez koloru                                                            | Nie został zgłoszony (–) |
| Pogrubienie                                                           | Start z pole position |
| Kursywa                                                               | Najszybsze okrążenie wyścigu |
| †                                                                     | Nie ukończył, ale jego rezultat został zaliczony ze względu na przejechanie więcej niż 90% dystansu wyścigu.                              |
| *                                                                     | Sezon w trakcie |
| 1/2/3                                                                 | Punktowana pozycja w sprincie kwalifikacyjnym                                                                                             |
| Lista systemów punktacji Formuły 1                                    | |

| Sezon          | Kierowca        | Zespół                                       | Wygrane | Podium | Punkty | NS | NU | NZ | Źródło |
| -------------- | --------------- | -------------------------------------------- | ------- | ------ | ------ | -- | -- | -- | ------ |
| 1973–1974      | Tom Belsø       | Frank Williams Racing Cars                   | 0       | 0      | 0      | 0  | 1  | 2  | [ 3 ]  |
| 1976           | Jac Nelleman    | RAM Racing                                   | 0       | 0      | 0      | 0  | 0  | 1  | [ 4 ]  |
| 1995 1997–1998 | Jan Magnussen   | Marlboro McLaren Mercedes Stewart Grand Prix | 0       | 0      | 1      | 0  | 16 | 0  | [ 5 ]  |
| 2003           | Nicolas Kiesa   | European Minardi Cosworth                    | 0       | 0      | 0      | 0  | 0  | 0  | [ 6 ]  |
| 2014–          | Kevin Magnussen | McLaren F1 Team Renault F1 Team Hass F1 Team | 0       | 1      | 137    | 0  | 12 | 0  | [ 7 ]  |